# Виваро Романо
Виваро Романо (итал. Vivaro Romano) је насеље у Италији у округу Рим, региону Лацио.
Према процени из 2011. у насељу је живело 223 становника. Насеље се налази на надморској висини од 765 м.

## Становништво
| 1931. | 1936. | 1951. | 1961. | 1971. | 1981. | 1991. | 2001. | 2011. |
| ----- | ----- | ----- | ----- | ----- | ----- | ----- | ----- | ----- |
| 983   | 872   | 826   | 618   | 397   | 317   | 242   | 223   | 177   |